# Cementerio de Austin
El Cementerio de Austin (en inglés: Austin Cemetery) en Austin, Nevada, es un histórico cementerio de 5 acres (2.0 ha) cuyos primeras sepulturas conocidas fueron en 1863. Se compone de cuatro secciones: las secciones del cementerio masónico y Odd Fellows en el norte, y el Calvario (Calvary; para católicos) y las secciones de "ciudadanos" ("Citizens") en el lado sur. Fue incluido en el Registro Nacional de Lugares Históricos en 2003. Una quinta sección, para los indios, junto a la sección de Ciudadanos, no se incluye en el listado NRHP, debido a problemas de propiedad. 